# Bersama mildbraedii
Bersama mildbraedii är en tvåhjärtbladig växtart som beskrevs av Gürke. Bersama mildbraedii ingår i släktet Bersama och familjen Melianthaceae. Inga underarter finns listade i Catalogue of Life.